# Gaston de Raousset-Boulbon
Gaston de Raousset-Boulbon est un militaire, écrivain, journaliste, politicien, aventurier et flibustier français né à Avignon le 2 décembre 1817 et mort exécuté le 12 août 1854 à Guaymas.   
Issu d'une famille noble provençale, après avoir vécu 10 ans à Paris et dilapidé l'héritage de sa mère, il participe à la conquête de l'Algérie, pendant laquelle il côtoie Thomas Robert Bugeaud et Henri d'Orléans. Il rentre à Avignon après la révolution de 1848, fonde le journal La Liberté, et s'investit sans succès en politique : il échoue aux élections législatives de 1848 et 1849.  
Il émigre en Californie en 1850 pour y faire fortune, et y crée plusieurs entreprises. En 1852, soutenu par le consul général de France à San Francisco et le ministre plénipotentiaire de la France au Mexique, il organise avec l'accord du gouvernement mexicain une expédition armée en Sonora, qui se termine, à cause d'accords non tenus, par une victoire face à l'armée mexicaine (lors de la bataille de Hermosillo). Après cette victoire, il tombe dans le coma à cause d'une maladie assimilée à la dysenterie ; il parvient tout de même à rentrer en Californie. Déçu par ce qu'il dit être une trahison des autorités mexicaines, il décide d'organiser une seconde expédition en 1854, qui s'achève par une défaite lors de la bataille de Guaymas, puis sa condamnation à mort par un conseil de guerre mexicain, suivie de son exécution le 12 août 1854.
Il acquiert une importante renommée posthume : il inspire Gustave Aimard, Jules Boissière et Victor Hugo.

## Biographie

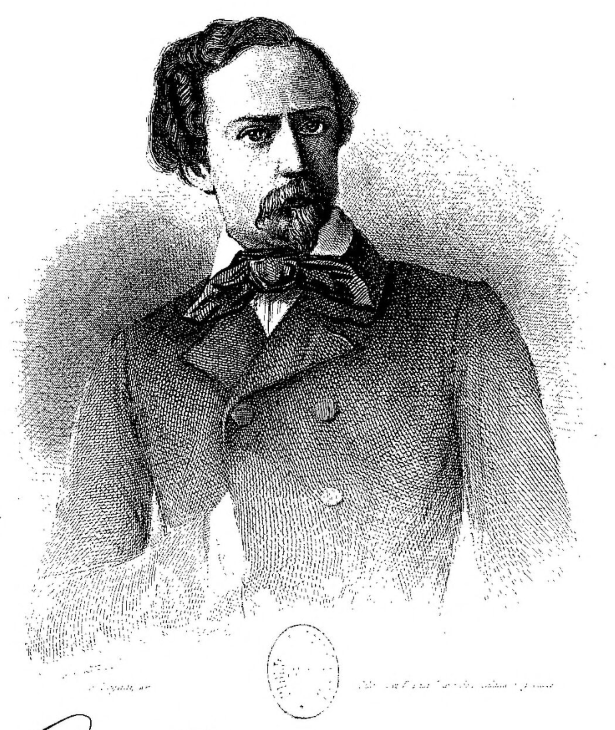
Portrait de Gaston de Raousset-Boulbon par un auteur inconnu.

### Jeunesse
Charles René Gaston Gustave de Raousset-Boulbon naît le 2 décembre 1817 à Avignon. Il est le fils de Henri de Raousset-Boulbon (29 septembre 1763 - 20 septembre 1846), comte de Raousset-Boulbon et 1er baron de Raousset-Boulbon et de l'Empire (lettres patentes du 19 janvier 1811) qui fait dissoudre son majorat en 1837, et de Constance de Sariac, qui meurt alors qu'il est encore nourrisson. Il passe la majeure partie de son enfance en Gascogne chez sa grand-mère maternelle. Enfant décrit comme autoritaire, irascible, fugueur, fier et hautain, il est surnommé « Petit loup » par les domestiques. Il est envoyé au collège Saint-Michel de Fribourg, alors pensionnat de jésuites. Il est renvoyé du pensionnat à l'âge de 17 ans pour avoir refusé de s'agenouiller en punition devant le révérend ; il rejoint alors son père au château de Boulbon. 
À 18 ans, il s'émancipe de la tutelle de son père avec qui il est en froid et hérite d'une considérable fortune issue de sa mère. L'année suivante, le jeune homme part pour Paris, où il mène un train de vie plutôt faste. Il effectue à cette époque un court voyage dans le Morbihan et en Vendée, avant de rentrer à Boulbon, où il se brouille avec son père, qu'il ne reverra plus jamais. Il dilapide sa fortune en quelques mois, en achetant notamment une maison en Normandie, un bateau à vapeur sur la Seine, une usine à Paris et un hôtel rue de Rivoli. Pendant cette période, Gaston de Raousset-Boulbon écrit de nombreux poèmes et quelques pièces de théâtre.

### En Algérie
En 1845, presque ruiné, Raousset-Boulbon part pour l'Algérie, alors en cours de conquête par la France. Il chasse des fauves et devient un fervent colonialiste. Son père meurt 20 septembre 1846, et lui lègue une importante somme d'argent. Le 27 septembre 1847, Henri d'Orléans est nommé gouverneur d'Algérie ; Gaston de Raousset-Boulbon en devient l'aide de camp et l'ami.
En mars 1848, il émet l'idée d'envoyer en Algérie des « prolétaires sans travail », projet récupéré par Eugène Cavaignac et Louis Juchault de Lamoricière.

### Retour en France
Lors de la révolution de 1848, Raousset-Boulbon perd son titre et une partie de sa fortune, mais il n'est pas pour autant hostile à la Deuxième République. Il rentre en France, et il commence à s'investir politiquement : il rédige des articles pour plusieurs journaux, où il défend l'union de toutes les forces de la nation. Cet engagement le pousse à effectuer plusieurs duels[pourquoi ?] et à être poursuivi puis acquitté par la cour d'assises d'Avignon. Candidat indépendant aux élections législatives de 1848, il est battu. Le 10 mai de la même année, il fonde le journal La Liberté, et échoue encore aux élections législatives 1849. Il rentre à paris en mai 1850.

### En Amérique

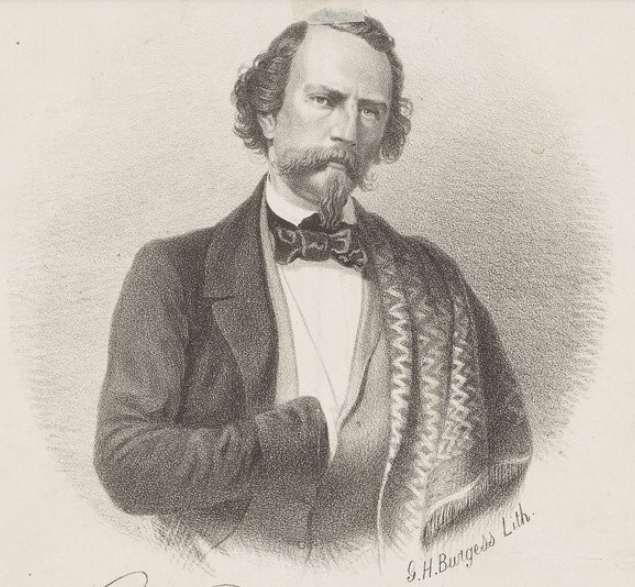
Portrait de Gaston de Raousset-Boulbon par S.H. Burgess.

Sur un coup de tête, Raousset-Boulbon monte le 17 mai 1850 à bord du vapeur anglais Avon à Southampton, et s'installe en troisième classe. Le navire fait halte à Porto Santo (Madère), franchit le tropique du cancer le 3 juin, fait escale à la Barbade du 7 au 9 juin, à Saint-Thomas (Indes occidentales danoises), à Porto Rico (États-Unis), dans l'empire d'Haïti puis à la Jamaïque le 20 juin. Le navire longe ensuite la côte de l'Amérique : Santa Marta (Venezuela), Carthagène des Indes (Colombie) et Chagres (Panama). Il remonte le Río Chagres sur une pirogue et traverse l'isthme de Panama, et arrive enfin le 25 juin à Panama. Il en repart le 20 juillet, à bord de l'Ecuador faisant route vers San Francisco - où est déjà présente une importante communauté française . Il y débarque le 22 juillet, et il écrit une lettre à un ami dans laquelle il décrit son parcours, ses conditions de voyage et ses rencontres. 
Rapidement, Raousset-Boulbon s'intègre dans la communauté française grandissante de San Francisco. Il travaille d'abord comme débardeur, mineur, pêcheur, chasseur sur le fleuve Sacramento, puis fonde une entreprise de déchargements de navires dans le port de San Francisco en association avec un autre Français ; il part ensuite à Los Angeles, où il achète des bovins qu'il vend ensuite à San Francisco. Il rencontre Charles de Pindray, qui lui parle de son projet de coloniser la Sonora. Toutefois, Gaston de Raousset-Boulbon refuse de suivre Pindray lorsqu'il lance une première expédition. Il est possible qu'une rivalité existe entre les deux hommes. 
Toutes ces entreprises ne lui rapportant que peu d'argent, il se tourne vers le Mexique, comme l'avait fait plus tôt Charles de Pindray. Il fait la connaissance de Patrice Dillon, consul général de France à San Francisco, qui l'envoie au Mexique rencontrer André Levasseur, ministre plénipotentiaire de France au Mexique. Dillon et Raousset-Boulbon établissent un plan de colonisation de la Sonora et d'exploitation des mines d'Arizona. Le consul Dillon se montre favorable au projet, car cela lui permettrait de se débarrasser de nombreux criminels français au comportement problématique. Raousset-Boulbon part alors pour Mexico. Le ministre Levasseur se montre très enthousiaste à son égard, le nomme chef de colonie, lui permet de recruter des hommes et d'acheter des armes.
Au bout de deux mois de négociations menées par Levasseur et Raousset-Boulbon, les associés fondent la compagnie Restauradora del mineral de Arizona, et obtiennent le 17 février 1852 une concession de la part du président Mariano Arista. Pendant que Levasseur envoie des lettres au gouverneur de l'État et au général Blanco pour s'assurer de leur soutien, le comte signe le 7 avril un contrat avec la banque Jecker Torre & compagnie. Levasseur met en avant le rôle de défense de la frontière mexicaine face aux Apaches ou aux attaques venant des États-Unis, tout en faisant croire que la recherche du profit n'entre pas dans ses motivations. En avril 1852, il diffame même Charles de Pindray auprès des autorités mexicaines, lui faisant perdre toute confiance parmi les habitants de Cocospera, où Pindray et ses hommes sont installés. Pindray décède en juin 1852, laissant le champ libre à l'expédition de Raousset-Boulbon.

### Première expédition en Sonora (1852)

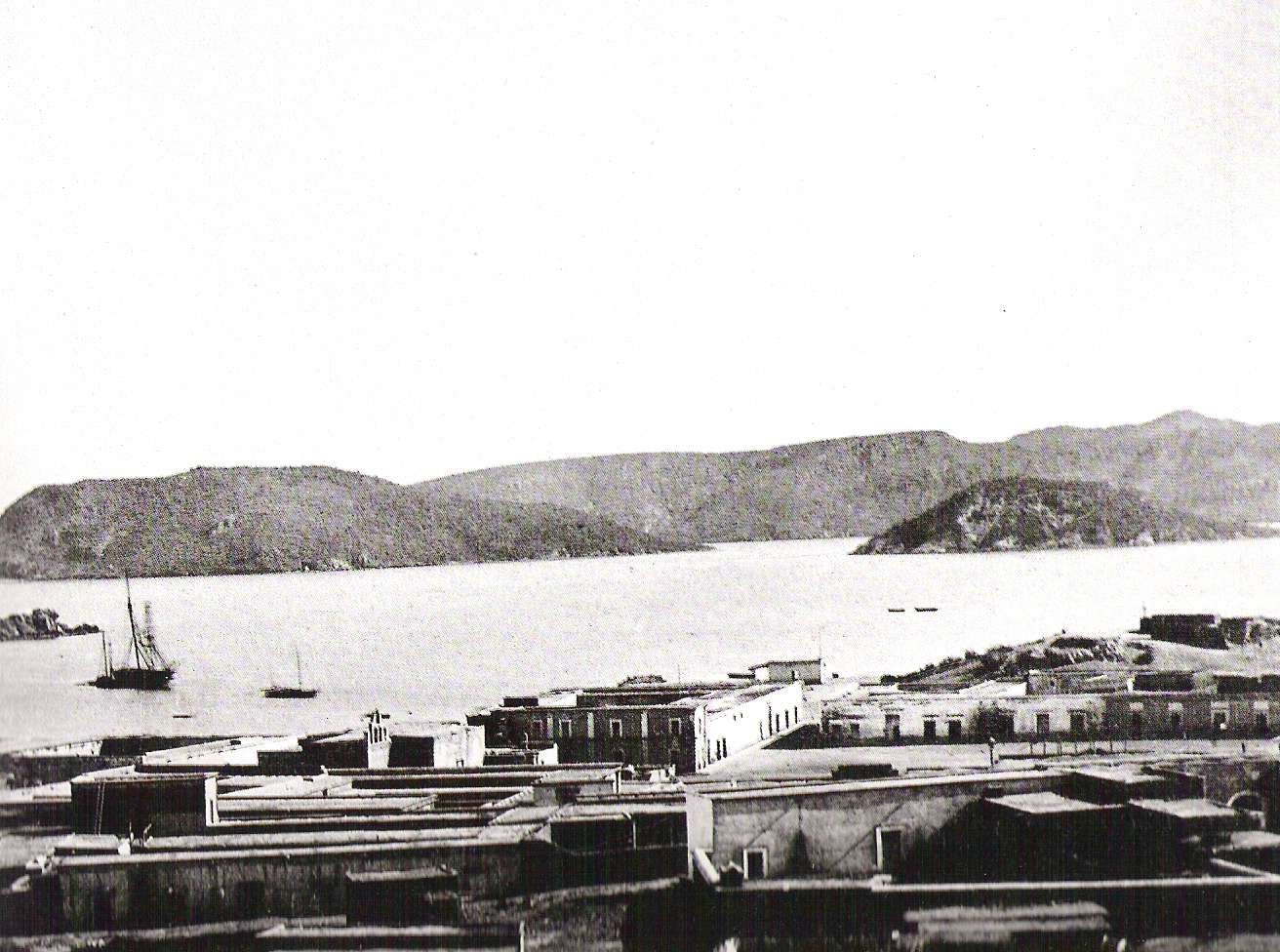
La ville de Guaymas vers 1870.

Raousset-Boulbon rentre à San Francisco, après s'être assuré du soutien du soutien du gouverneur de Sonora et du général Miguel Blanco, achète des armes — avec les 60 000 dollars mis à disposition par ses partenaires — et recrute 150 hommes, principalement français. La compagnie embarque sur le Archibald Gracie et arrive le 1er juin 1852 à Guaymas, principal port de Sonora, où les Français sont accueillis avec entrain par les habitants mais avec froideur par les autorités.  
D'après l'historien Malcolm J. Rohrbough, les négociations avec les autorités mexicaines sont marquées par des incompréhensions et des quiproquos. Le général Blanco lui intime l'ordre de demeurer à Guaymas et de se débarrasser de ses armes de guerre, prétendant n'avoir pas été mis au courant de l'expédition. En fait, entre février et juin, une compagnie rivale a été fondée, et préférée par le général Blanco. La compagnie Restauradora est retenue ainsi pendant un mois à Guaymas, tandis que la compagnie rivale arpente l'Arizona à la recherche de minerais. Finalement, Raousset-Boulbon décide de partir pour Hermosillo, capitale de l'État, laissant la compagnie à Guaymas. Pendant son absence, cette dernière se désorganise, abandonne ses armes, ses vivres et ses malades ; un messager envoyé par Raousset-Boulbon fait état d'un début de révolte et de demandes d'élections ; le comte revient alors à Guaymas, rétablit l'ordre et repart vers Hermosillo de nuit, suivi de la compagnie. Au cours de cette marche, un chariot est cassé, et un homme meurt de maladie. Après s'être installé, Raousset-Boulbon punit les meneurs de la révolte.  
Après des tentatives de négociations, des messagers mexicains arrivés au soir du 28 août dans le camp français, établi à Sáric, formulent aux Français trois propositions : la dénationalisation et l'entrée sans solde dans l'armée mexicaine, l'interdiction d'exploiter les mines de Sonora ou la limitation de la compagnie à 50 hommes menés par un Mexicain. Raousset-Boulbon refuse ses conditions mais laisse à tous les membres de la compagnie la possibilité de la quitter : aucun ne le fait et le comte envoie une réponse négative au général le soir même. S'attendant à la guerre, la compagnie s'attelle à la fortification du camp, tandis que certains appellent aux armes.   

Drapeau que Gaston de Raousset-Boulbon aurait offert à ses troupes.

La compagnie Resauradora se désolidarisant de lui, Raousset-Boulbon rompt tous ses liens avec elle et fonde la « République de Sonora » et se présente comme un libérateur. Deux français partent chercher des munitions et des renforts à San Francisco et à Mazatlán. Le 23 septembre, la compagnie - alors composée de 253 hommes, dont 42 cavaliers, appuyés par deux pierriers et deux pièces de bronze de faible calibre — lève le camp et part vers le sud, tandis que les Mexicains prennent position à Ures et Arizpe — où campe le général Blanco, avec 400 soldats mexicains et quelques amérindiens. Le 6 octobre, les Français partent à marche forcée vers Hermosillo, alors que le général Blanco est persuadé qu'ils vont attaquer Ures.   
La compagnie campe à Alamito, au nord de la ville, et aperçoit les Mexicains qui l'ont devancée, et qui rentrent dans la ville le 14 octobre. Le jour même, alors que des parlementaires tentent de les ralentir pour permettre aux Mexicains de fortifier Hermosillo, les Français s'installent dans une maison isolée à portée de canon de la ville ; la bataille de Hermosillo commence dans la matinée, les Français en position devant la ville prennent l'avantage grâce à quelques tirs d'artillerie, et l'entrée principale est prise d'assaut à l'arme blanche. La cavalerie mexicaine est mise en fuite mais la progression dans la ville est compliquée par la présence de 5 pièces mexicaines et des nombreuses fortifications improvisées. Finalement, les Mexicains retranchés dans le jardin public sont mis en fuite par une dernière charge française. Un drapeau et deux canons sont pris, mais la majorité de l'armée mexicaine - dont le général Blanco - prend la fuite. Les Français comptent 17 morts et 25 blessés, les Mexicains 200 tués ou blessés et 6 officiers capturés. Juste après cette victoire, Raousset-Boulbon est terrassé par la dysenterie qui le touchait depuis deux mois.  
Finalement, la compagnie repart pour Guaymas, pour y attendre des renforts. Les blessés sont laissés à Hermosillo et le comte est porté en litière. Le 29 octobre, le consul de France à Guaymas, Joseph Calvo, somme Raousset-Boulbon de ne pas aller plus loin et de négocier avec le général Blanco, déjà dans la ville avec une centaine d'hommes. Le comte accepte les négociations, et, le soir même tombe dans le coma. Pendant ce temps, les tractations continuent : le général Blanco offre 40 000 piastres à la compagnie pour qu'elle quitte la Sonora. Une partie de la compagnie - dont le comte - part en décembre pour Mazatlán à bord du Cornelia et du Desterado, avant de revenir triomphalement à San Francisco.

### Seconde expédition en Sonora (1854)
Rétabli et profitant de l'instabilité mexicaine, Raousset-Boulbon prévoit une seconde expédition. Cela est rendu difficile par son premier échec, qui complique la levée de fonds et les tractations diplomatiques.  
Il est reçu à Mexico par Antonio López de Santa Anna, nouveau président du Mexique. Après avoir tenté de détourner le comte de son objectif en lui offrant le commandement d'un régiment de l'armée mexicaine, le président lui offre 250 000 francs pour équiper 500 hommes, puis 90 000 francs par mois pour les entretenir. En échange, cette nouvelle compagnie doit combattre les amérindiens et assurer la sécurité de la Sonora. Raousset-Boulbon obtient aussi 300 000 francs de trois banques, ce qui lui permet de relancer les appels aux volontaires, envoyer un homme à Guaymas et chercher un navire de transport.  
Alors que William Walker fonde la république de Basse-Californie, des volontés indépendantistes se font sentir en Sonora. Pour les partisans de l'indépendance, le comte est l'homme qui pourrait permettre à la région de s'émanciper. Pour autant, contrairement à ce que certains disent, il n'a jamais le projet d'y fonder une monarchie, avec sur le trône lui ou un membre de la maison d'Orléans.  
Pendant qu'il met l'expédition en place, Santa Anna le désavoue et il est mis hors la loi par le gouvernement mexicain. Ce dernier, pour priver le comte de ses troupes, recrute 400 Français de San Francisco pour les envoyer à bord du Challenge en tant que colons en Sonora. En fait, une part importante de ces hommes sont des fidèles de Raousset-Boulbon, et profitent de cette offre pour partir gratuitement en Sonora. Malgré l'opposition des autorités américaines, le navire part le 2 avril 1854.   
Pendant ce temps, le comte perd le soutien des banquiers et échoue à obtenir celui de la France. Finalement, sous la pression de la police américaine, il part le 24 avril à bord du petit navire The Belle, sans emporter ses canons. Le 27 juin, il arrive en vue de Guaymas. deux envoyés de Raousset sont arrêtés par les Mexicains alors qu'ils apportent aux 300 Français les ordres du comte. Ils sont finalement relâchés, et Raousset-Boulbon rencontre le 1er juillet le général José María Yáñez, qui a reçu l'ordre de contrecarré ses activités. Yáñez lui permet de s'installer dans la ville[réf. nécessaire] ; le général propose à Raousset-Boulbon et ses hommes de repartir à San Francisco, ce qu'il refuse. Le 11 juillet, deux Français sont attaqués et grièvement blessés par des soldats mexicains ; les deux camps se tirent alors dessus jusqu'à l'intervention du gouverneur. Au matin du 13 juillet, des renforts mexicains arrivent, suivis d'amérindiens, tandis que le général Yáñez fait transférer toutes les munitions de la ville à sont quartier général.    
Finalement, Raousset-Boulbon, sur l'impulsion de la compagnie, prend l'initiative. La moitié des Français, avec lui à leur tête, marchent sur le camp mexicain. Les Français sont mis en fuite par l'artillerie mexicaine, malgré une charge désespérée du comte. Au bout des trois heures de la bataille de Guaymas, on compte du côté français 3 morts et 59 blessés et 29 morts et 120 blessés du côté mexicain. Le consul Joseph Calvo entreprend des pourparlers avec le général Yáñez, et obtient la vie sauve pour tous les Français - dont le comte - qui remettraient leurs armes aux autorités mexicaines. Toutes les armes sont rendues et les 313 Français sont faits prisonniers. Raousset-Boulbon reste chez le consul, qui le livre vers 8 heures à 5 officiers mexicains venus le chercher.         

### Procès et exécution
Au bout de 10 jours d'emprisonnement et malgré les promesses, il est traduit en conseil de guerre. L'instruction dure 15 jours, pendant lesquels la quasi-totalité de ses lieutenants témoignent à charge contre Raousset-Boulbon. Le 9 août, le procès commence, pour se terminer le jour même, avec la condamnation à mort par peloton d'exécution pour conspiration et révolte. Dans la soirée, le comte écrit des lettres à sa famille et à ses amis, et son testament le lendemain matin. Il appelle ensuite le curé de Guaymas, Vincente Oviédo, avec qui il passe trois heures avant de donner ses lettres et son testament au consul Calvo.        
Le lendemain, le 12 août 1854, après une entrevue avec le curé, il part avec une escorte pour le lieu de l'exécution, entre le fort et la baie, un peu avant six heures. Les soldats mexicains tirent : le comte est touché une fois à la tête, une fois à la poitrine deux fois au cœur ; il tombe face contre terre, et est enterré décemment.        
Le 20 août, 20 Français sont autorisés à partir, suivis de 65 autres le 30 août, qui arrivent à San Francisco à bord du Maria-Trinidad le 14 octobre. En tout, 270 hommes survivent à la seconde expédition.

## Œuvre littéraire
Gaston de Raousset-Boulbon est également romancier, poète, journaliste, épistolier et dramaturge. Pendant ses dix années de vie à Paris, il écrit de nombreux poèmes, dont La Sorcière, et une pièce, La Pendue. Il publie en feuilleton, en 1857, son unique roman : Une conversion, qui est bien accueilli par le public. Il rédige également deux pièces inachevées, l'une sur Bianca Capello, l'autre sur la guerre des Albigeois. Il écrit aussi de nombreuses lettres, principalement à son frère et à des amis, notamment après sa condamnation à mort.

### Articles
- De la colonisation et des institutions civiles en Algérie, Paris, Dauvin & Fontaine, 1847, 77 p. (lire en ligne)[note 5]
- La question des travailleurs résolue par la colonisation de l'Algérie, Avignon, Fischer, 1848, 31 p. (lire en ligne)

## Postérité

### Dans la littérature
Gustave Aimard, ayant connu Gaston de Raousset-Boulbon à San Francisco et ayant participé à la première expédition en Sonora, s'inspire de cet épisode pour l'écriture de trois romans d'aventure : La Grande Flibuste (1860), La Fièvre d’or (1860) et Curumilla (1860),. Jules Boissière écrit trois sonnets et un poème en l'honneur de Gaston de Raousset-Boulbon dans les recueils Provensa! et Li gabian. Il est également un personnage de Marie Giovanni, journal d'une parisienne en voyage (1855), de Victor Hugo.